# 岩槻區
岩槻區（日语：／ Iwatsuki ku */?）是埼玉市的10個行政區之一，也是10區中最新成立的一區。2005年4月1日，舊岩槻市編入埼玉市，舊岩槻市市域即為現在的岩槻區。

## 地理

### 舊町名
本區設有石碑或標示牌標註過去城下町的舊町名與道路名。主要町名、道路名如下。

| - 富士宿町 - 林道町 - 大工町 - 久保宿町 - 澀江町 - 新町 | - 田中町 - 橫町 - 新曲輪町 - 市宿町 - 元淺間町 - 出口町 | - 旦過町 - 秋葉町 - 六番町 - 三之丸 - 旦過通 - 澀江通 | - 久保宿通 - 大工町通 - 諏訪小路 - 天神小路 - 澀江小路 - 江戶小路 | - 裏小路 - 廣小路 - 新小路 - 市宿通 - 橫町小路 |

等
這些町名後來因土地區劃整理事業而消滅。澀江仍保留於路口、巴士站，市宿保留於商店街名，大工町成為町內會名。其他都已消失。

### 町名、大字
| - 舊岩槻町 - 愛宕町 - 岩槻 - 太田 - 城町 - 仲町 - 西原 - 西原台 - 西町 - 東町 - 日之出町 - 本町 - 本丸 - 宮町 - 美幸町 | - 舊柏崎村 - 浮谷 - 加倉 - 柏崎 - 城南 - 真福寺 - 並木 - 原町 - 谷下 - 橫根 | - 舊河合村 - 掛 - 金重 - 平林寺 - 本宿 - 箕輪 - 馬込 | - 舊川通村 - 大口 - 大戶 - 大野島 - 大森 - 大谷 - 長宮 - 新方須賀 - 增長 - 南平野 | - 舊慈恩寺村 - 相野原 - 上野 - 裏慈恩寺 - 表慈恩寺 - 鹿室 - 上里 - 古場 - 小溝 - 慈恩寺 - 諏訪 - 德力 - 東岩槻 - 南辻 | - 舊新和村 - 尾崎 - 尾崎新田 - 釣上 - 釣上新田 - 末田 - 高曾根 - 野孫 | - 舊和土村 - 飯塚 - 黑谷 - 笹久保 - 笹久保新田 - 府內 - 南下新井 - 村國 |

### 河川
| - 元荒川 - 綾瀨川 - 新方川（千間堀） - 掠過本區東側 - 古隅田川 - 山城堀（古隅田川源頭） - 舊古隅田川（上豐川） - 新堀排水路 - 黑濱沼至隼人堀川的排水道。 - 箕輪排水路 - 高台堀 - 平林寺1號排水路 - 平林寺2號排水路 - 馬込1號排水路 | - 馬込2號排水路 - 下日川排水路 - 豐春用水（舊黑沼西緣） - 內牧用水（舊黑沼東緣） - 尾崎排水路 - 笹久保新田排水路 - 橫根排水路 - 浮谷排水路 - 五才川（五才川用水路） - 釣上新田1號排水路 - 釣上新田2號排水路 - 末田用水 | - 末田大用水路 - 末田落 - 第二末田落 - 五用水路 - 村國排水路 - 山用排水 - 黑谷落（黑谷川） - 黒用排水 - 南下新井排水路 - 增野川 - 大貫堀 - 增戶排水路 - 大谷川 | - 中之堀川 - 武德川 - 須賀用水 - 森野川 - 大橋井堰用水路（大橋第1用水路） - 大橋第2用水路 - 柏崎排水路 - 小溝排水路 - 慈恩寺1號排水路 - 慈恩寺2號排水路 - 上院落（上院川） - 德力排水路 |

### 池沼
- 赤坂沼（日语：新堀池）
- 新堀池（日语：新堀池）
- 村国池
- 大堀池（日语：大堀池）（押堀沼）
- 小池（日语：大堀池）
- 慈恩寺沼（日语：慈恩寺沼）
- 黑沼
- 南平野調整池（日语：南平野公園）
- 上院調節地

## 歷史

### 年表
- 1382年（永德2年） - 岩付（岩槻）首次記載於文書中。
- 1457年（長祿元年） - 太田道灌築岩付城（岩槻城）。
- 1590年（天正18年） - 岩槻城陷落，後北條氏滅亡。德川家康家臣高力清長入主岩槻城。
- 江戶時代，此地是大岡家岩槻藩2萬2千石城下町，也是日光御成街道的宿場町。
- 1629年（寛永6年） - 荒川河道變更，舊河道改稱元荒川（日语：元荒川）。
- 1871年（明治4年）舊曆7月14日 - 廢藩置縣，埼玉縣成立。縣廳設於岩槻町，縣名來自岩槻町所數郡埼玉郡（日语：埼玉郡）。但縣廳暫時進駐浦和町的舊浦和縣（日语：浦和県）廳。
- 1873年（明治6年） - 岩槻城廢城。
- 1879年（明治12年） - 前年成立的南埼玉郡郡廳設於岩槻町。
- 1890年（明治23年）9月25日 - 發布勅令，浦和町正式成為縣廳所在地。
- 1891年（明治24年） - 岩槻、大宮（日语：大宮町 (埼玉県)）間的共乘馬車開通。
- 1921年（大正10年） - 岩槻、大宮間的共乘巴士開通。
- 1924年（大正13年）10月19日 - 武州鐵道（日语：武州鉄道）蓮田 - 岩槻間開業。此岩槻站位置與現在東武野田線岩槻站不同。
- 1929年（昭和4年）11月17日 - 北總鐵道（非現在的北總鐵道）大宮臨時停靠站 - 東武鐵道粕壁站（現春日部站）間通車。同時岩槻町站（現岩槻站）開業。同年12月9日通至省線大宮站。
- 1938年（昭和13年）9月1日 - 武州鐵道廢止。
- 1944年（昭和19年） - 總武鐵道與東武鐵道合併，為東武野田線。
- 1954年（昭和29年）5月3日 - 南埼玉郡岩槻町、新和村（日语：新和村 (埼玉県)）、和土村（日语：和土村）、川通村（日语：川通村）、柏崎村（日语：柏崎村 (埼玉県)）、河合村（日语：河合村 (埼玉県)）、慈恩寺村（日语：慈恩寺村）等1町6村合併成立岩槻町。
- 1954年（昭和29年）7月1日 - 岩槻町施行市制，為岩槻市。
- 1969年（昭和44年） - 岩槻市人口達5萬人。同年東岩槻站開業。
- 1972年（昭和47年）11月13日 - 東北自動車道部分開通（岩槻交流道 - 宇都宮交流道）。同年人口達7萬人。
- 1980年（昭和55年） - 東北自動車道岩槻交流道 - 浦和收費站間通車。
- 1985年（昭和60年） - 人口達10萬人。
- 1996年（平成8年） - 岩槻站東口再開發大廈「WATSU（ワッツ）」開幕。
- 2002年（平成14年）7月31日 - 眾議院小選舉區將岩槻市劃入埼玉1區。這是之後兩市合併的原因之一。
- 2003年（平成15年）1月26日 - 岩槻市進行公投，選擇與「埼玉市合併」達52.6%。2月5日岩槻市向埼玉市提出合併。
- 2004年（平成16年）7月1日 - 市制施行50周年。
- 2004年（平成16年）8月24日 - 與埼玉市簽署合併協定。
- 2005年（平成17年）4月1日 - 併入埼玉市，為埼玉市岩槻區。
- 2012年（平成24年）1月4日 - 岩槻區役所從舊岩槻市廳舍遷往岩槻站前的再開發大廈「WATSU」。

### 地名由來
岩槻的地名最早出現於室町時代初期的『長谷河親資著到狀』的「岩付」。槻是櫸木古名，因城上土壘與城下町種滿櫸木，江戶時代改為「岩槻」。

## 人口
岩槻區成立後每年人口變化。
| \| 2005年 \| 111,788人 \| \| \| 2006年 \| 111,688人 \| \| \| 2007年 \| 111,647人 \| \| \| 2008年 \| 111,707人 \| \| \| 2009年 \| 112,300人 \| \| \| 2010年 \| 112,780人 \| \| \| 2011年 \| 112,492人 \| \| \| 2012年 \| 112,297人 \| \| \| 2013年 \| 111,848人 \| \| \| 2014年 \| 111,281人 \| \| \| 2015年 \| 111,198人 \| \| |           |  |
| |           |  |
| 2005年 | 111,788人 |  |
| 2006年 | 111,688人 |  |
| 2007年 | 111,647人 |  |
| 2008年 | 111,707人 |  |
| 2009年 | 112,300人 |  |
| 2010年 | 112,780人 |  |
| 2011年 | 112,492人 |  |
| 2012年 | 112,297人 |  |
| 2013年 | 111,848人 |  |
| 2014年 | 111,281人 |  |
| 2015年 | 111,198人 |  |

## 設施
- 埼玉商工會議所（日语：さいたま商工会議所）岩槻支所
- WATSU東館、西館
- 伊藤麵包（日语：伊藤製パン）本社
- 埼玉市立岩槻鄉土資料館（日语：さいたま市立岩槻郷土資料館）

圖書館
- 埼玉市立圖書館（日语：さいたま市立図書館）
  - 岩槻圖書館
  - 岩槻東口圖書館
  - 岩槻東部圖書館

### 工業區
- 慈上野、古場工業團地

### 金融機關
| - 埼玉里索那銀行 - 岩槻支店 - 東岩槻支店 - 足利銀行岩槻支店 - 武藏野銀行岩槻支店 - 東和銀行岩槻支店 - 埼玉縣信用金庫 - 岩槻支店 - 東岩槻支店 | - 川口信用金庫岩槻支店 - 南彩農業協同組合（JA南彩） - 岩槻和土支店 - 柏崎支店 - 新和支店 - 川通支店 - 慈恩寺支店 - 河合支店 - 東岩槻支店 |

## 行政
- 區長：中井達雄

### 警察
- 岩槻警察署（日语：岩槻警察署） - 管轄岩槻區與蓮田市。
  - 岩槻站前交番
  - 東岩槻站前交番
  - 城南交番
  - 慈恩寺駐在所

### 消防
- 埼玉市消防局岩槻消防署（日语：岩槻消防署）
  - 太田出張所
  - 上野出張所
  - 笹久保出張所

## 地域

### 醫療機關
- 岩槻中央醫院
- 岩槻南醫院
- 埼玉縣立小兒醫療中心（日语：埼玉県立小児医療センター）
- 丸山紀念總合醫院（日语：丸山記念総合病院）

### 教育

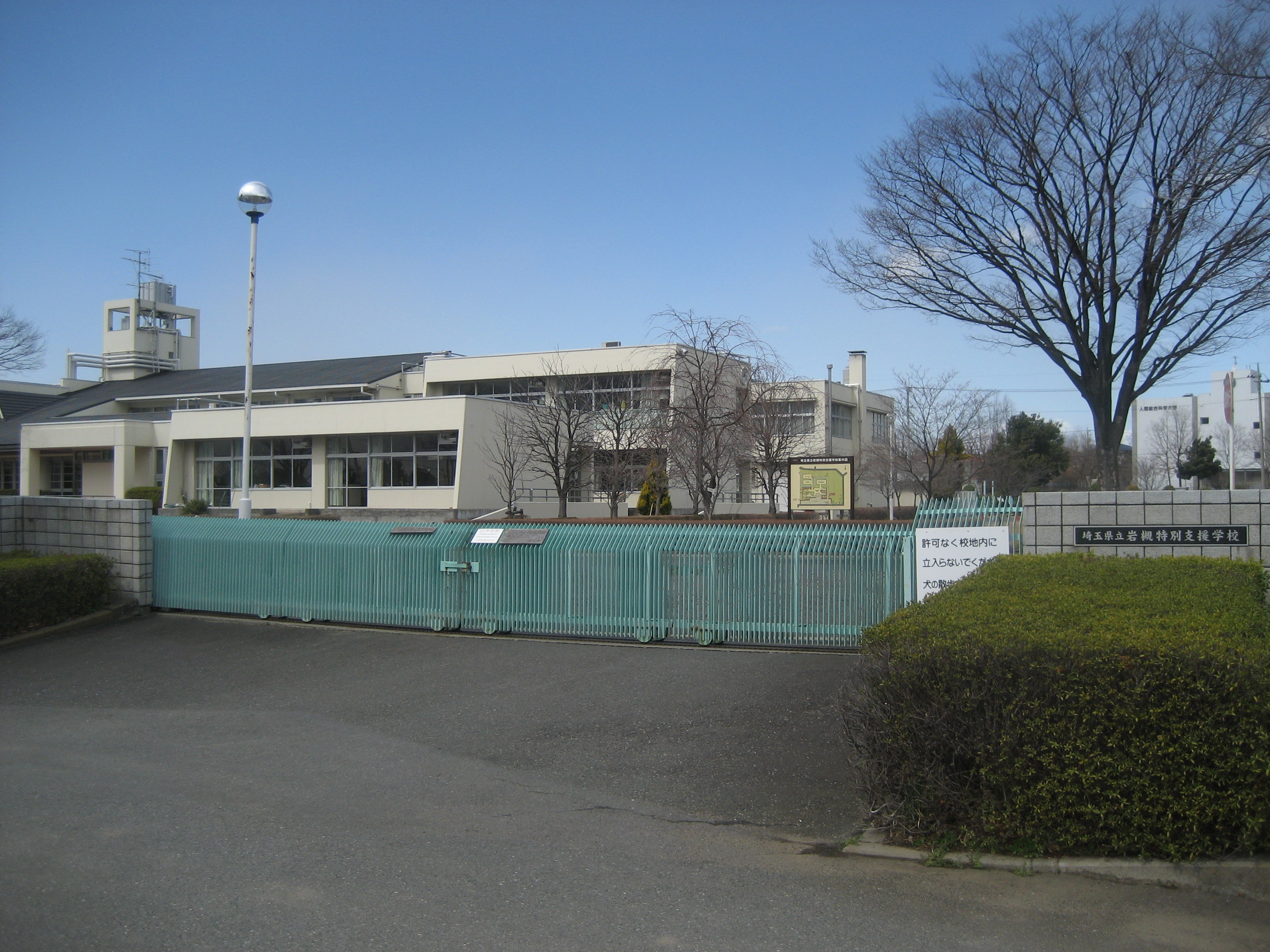
岩槻特別支援學校

小學校
- 埼玉市立岩槻小學校
- 埼玉市立太田小學校
- 埼玉市立柏崎小學校
- 埼玉市立上里小學校
- 埼玉市立河合小學校
- 埼玉市立川通小學校
- 埼玉市立慈恩寺小學校
- 埼玉市立城北小學校
- 埼玉市立城南小學校
- 埼玉市立新和小學校
- 埼玉市立德力小學校
- 埼玉市立西原小學校
- 埼玉市立東岩槻小學校
- 埼玉市立和土小學校
- 開智小學校

中學校
- 埼玉市立岩槻中學校
- 埼玉市立川通中學校
- 埼玉市立櫻山中學校
- 埼玉市立慈恩寺中學校
- 埼玉市立城北中學校
- 埼玉市立城南中學校
- 埼玉市立西原中學校
- 埼玉市立柏陽中學校
- 開智中學校

高等學校
- 埼玉縣立岩槻高等學校
- 埼玉縣立岩槻商業高等學校
- 埼玉縣立岩槻北陵高等學校
- 開智高等學校

大學
- 目白大學
- 人間總合科學大學

特別支援學校
- 埼玉縣立岩槻特別支援學校

### 公園
- 埼玉市岩槻川通公園棒球場（日语：さいたま市岩槻川通公園野球場）（山吹體育場）
- 白子鳩水上公園（日语：しらこばと水上公園）
- 岩槻城址公園
- 慈恩寺親水公園（日语：慈恩寺親水公園）
- 南平野公園（日语：南平野公園）

### 名產
東武野田線岩槻站東口一帶有許多人偶專門店，是全國著名的「人形之街」。

### 郵政
- 岩槻郵便局（日语：岩槻郵便局） - 負責岩槻區全域集配業務
  - 岩槻西原郵便局
  - 岩槻本町郵便局
  - 東岩槻郵便局
  - 岩槻本丸郵便局
  - 岩槻西町郵便局
  - 岩槻和土郵便局
  - 岩槻上野郵便局
  - 岩槻仲町郵便局
  - 慈恩寺郵便局
- 新岩槻郵便局（日语：新岩槻郵便局）

## 交通

### 道路
高速道路
- 東北自動車道
  - 岩槻交流道

一般國道
- 國道16號
- 國道122號
- 國道463號
  - 越谷浦和繞道（日语：越谷浦和バイパス）

縣道
- 主要地方道
  - 埼玉縣道2號埼玉春日部線（日语：埼玉県道2号さいたま春日部線）
  - 埼玉縣道48號越谷岩槻線（日语：埼玉県道48号越谷岩槻線）
  - 埼玉縣道65號埼玉幸手線（日语：埼玉県道65号さいたま幸手線）
  - 埼玉縣道80號野田岩槻線（日语：千葉県道・埼玉県道80号野田岩槻線）
- 一般縣道
  - 埼玉縣道154號蓮田杉戶線（日语：埼玉県道154号蓮田杉戸線）
  - 埼玉縣道214號新方須賀埼玉線（日语：埼玉県道214号新方須賀さいたま線）
  - 埼玉縣道324號蒲生岩槻線（日语：埼玉県道324号蒲生岩槻線）
  - 埼玉縣道325號大野島越谷線（日语：埼玉県道325号大野島越谷線）
  - 埼玉縣道399號岩槻停車場線（日语：埼玉県道399号岩槻停車場線）

### 鐵路
東武鐵道
- 野田線：岩槻站 - 東岩槻站

### 巴士
- 東武巴士西（日语：東武バス）
- 朝日自動車（日语：朝日自動車）
- 國際興業（日语：国際興業バス）

## 觀光

### 寺社
- 武藏第六天神社
- 久伊豆神社（日语：久伊豆神社）
- 愛宕神社
- 慈恩寺
  - 玄奘塔
- 淨安寺
- 淨國寺（日语：浄国寺 (さいたま市)）

### 名勝、史蹟
- 岩槻城 （岩槻城址公園，縣指定史跡）
- 遷喬館（日语：遷喬館）（舊岩槻藩藩校（日语：藩校））
- 時之鐘
- 戩穀堂（日语：戩穀堂）
- 東玉大正館 - 舊中井銀行岩槻支店。登錄有形文化財
- 末田須賀堰（日语：末田須賀堰）
- 真福寺貝塚（日语：真福寺貝塚）
- 竹束古墳（日语：竹たば古墳）
- 塚之越古墳（日语：つかのこし古墳）
- 越谷陸軍飛行場（日语：越谷陸軍飛行場）（新和飛行場）

## 圖片
- 東岩槻站
- 真福寺貝塚（日语：真福寺貝塚）
- 埼玉市消防局岩槻消防署笹久保出張所
- 白子鳩水上公園（日语：しらこばと水上公園）

### 祭典、活動
- 岩槻祭
- 久伊豆神社（日语：久伊豆神社）
  - 岩槻黑奴 - 日本三奴（日光赤奴、甲府白奴、岩槻黑奴）之一。
- 岩槻安穩朝市（日语：岩槻安穏朝市）

## 知名人士
- 佐藤健（演員）

## 備註
1. ↑  http://www.city.saitama.jp/006/013/005/001/jikeiretsu.html （页面存档备份，存于） さいたま市の人口・世帯（時系列結果）

## 外部連結
- 埼玉市岩槻區役所 （页面存档备份，存于）